# Tenacious D
A Tenacious D egy Grammy-díjas amerikai szatirikus rockegyüttes, amit 1994-ben alapított az énekes-gitáros Jack Black és a szólógitáros Kyle Gass.

## Az együttesről
A Tenacious D zenekart két színész, komikus Jack Black és Kyle Gass alapították a kaliforniai Los Angelesben 1994-ben. Szatirisztikus és komikus irányzatot képviselnek, szövegeikben sokszor szerepelnek a drogok, a szex és a jeti. 1999-ben váltak népszerűvé, amikor az amerikai HBO csatorna egy sorozatot kezdett el vetíteni velük. 2006-ban jelent meg a Pick of Destiny című filmjük, amit Magyarországon is vetítettek Tenacious D, avagy a kerek rockerek címmel. A filmben olyan hírességek vállaltak mellékszerepeket mint Ben Stiller, Ronnie James Dio, Meat Loaf, és a Foo Fighters frontembere Dave Grohl mint Sátán.
Az együttes tagjai már korábban is ismert zenészek, színészek voltak. Black szerepelt a Rocksuli, King Kong, Pop, csajok, satöbbi, filmekben, Gass pedig más zenekarokban is – többek között a Trainwreckben – játszik.

## Albumok
- 2001 – Tenacious D
- 2003 – Tenacious D – The Complete Master Works
- 2006 – The Pick of Destiny
- 2008 – Tenacious D – The Complete Master Works Part 2
- 2012 – Rize of the Fenix
- 2018 – Post-Apocalypto

## Külső hivatkozások
- A Tenacious D zenekar hivatalos honlapja